# Nils van 't Hoenderdaal
Nils van 't Hoenderdaal, né le 3 octobre 1993 à Amsterdam, est un coureur cycliste néerlandais. Spécialiste des épreuves de vitesse sur piste, il est notamment champion du monde de vitesse par équipes en 2018 et champion d'Europe de cette discipline en 2015.

## Biographie
Il représente son pays à l'occasion des championnats du monde sur piste depuis 2016. Vice-champion du monde de vitesse par équipes en 2016 et 2018, il est champion du monde en 2018 avec Harrie Lavreysen et Matthijs Büchli.

## Palmarès

### Championnats du monde
| Édition / Épreuve | Vitesse par équipes |
| Londres 2016      | Argent              |
| Hong Kong 2017    | Argent              |
| Apeldoorn 2018    | Or                  |

### Coupe du monde
- 2013-2014
  - 1er de la vitesse par équipes à Guadalajara (avec Matthijs Büchli et Hugo Haak)
- 2015-2016
  - 3e de la vitesse par équipes à Cali
- 2017-2018
  - 1er de la vitesse par équipes à Pruszków (avec Harrie Lavreysen et Jeffrey Hoogland)
  - 3e de la vitesse par équipes à Manchester
- 2019-2020
  - 1er de la vitesse par équipes à Minsk (avec Harrie Lavreysen, Jeffrey Hoogland et Sam Ligtlee)
  - 1er de la vitesse par équipes à Glasgow (avec Harrie Lavreysen, Jeffrey Hoogland et Sam Ligtlee)

### Championnats d'Europe
| Édition / Épreuve     | Vitesse par équipes                                              |
| Anadia 2014 (espoirs) | Or (avec Matthijs Büchli et Jeffrey Hoogland)                    |
| Granges 2015          | Or (avec Hugo Haak et Jeffrey Hoogland)                          |
| Glasgow 2018          | Or (avec Roy van den Berg, Harrie Lavreysen et Jeffrey Hoogland) |

### Jeux européens
| Édition / Épreuve | Vitesse par équipes |
| Minsk 2019        | Or                  |

### Championnats nationaux
- 2012
  - 2e du keirin
- 2014
  - 3e du keirin
- 2016
  -  Champion des Pays-Bas de vitesse par équipes